# Nesotriccus maranonicus
El piojito del Marañón (Nesotriccus maranonicus) es una especie  de ave paseriforme de la familia Tyrannidae perteneciente al género Nesotriccus que hasta recientemente (2022) integraba el género Phaeomyias, cuando también fue separada como especie plena. Es endémico del noroeste de Perú.

## Distribución y hábitat
Se encuentra confinado en una pequeña región del árido centro-norte de Perú en el alto valle del río Marañón, en el oeste de Amazonas, este de Cajamarca, y este de La Libertad.
Su hábitat natural son los matorrales áridos y bosques secos, aunque también ocurre en ambientes perturbados adyacentes.

## Sistemática

### Descripción original
La especie N. maranonicus fue descrita por primera vez por el ornitólogo estadounidense John Todd Zimmer en 1941 bajo el nombre científico de subespecie Phaeomyias murina maranonica; la localidad tipo es: «Jaen, 2400 pies, Río Marañón, norte de Perú», el holotipo, un macho adulto, recolectado el 6 de junio de 1924, se encuentra depositado en el Museo Americano de Historia Natural, en Nueva York, bajo en número  AMNH 185853.

### Etimología
El nombre genérico masculino «Nesotriccus» se compone de las palabras del griego «nēsos» que significa ‘isla’ (en referencia a la Isla de Cocos), y « τρικκος trikkos»: pequeño pájaro no identificado; en ornitología, «triccus» significa «atrapamoscas tirano»; y el nombre de la especie «maranonicus», se refiere a la localidad tipo: el valle del Marañón.

### Taxonomía
Durante mucho tiempo fue considerada como la subespecie P. murina maranonica . Algunos autores, como Ridgely & Tudor (1994) y Ridgely & Greenfield (2001), principalmente con base en la notable diferencia de vocalización, consideraron al taxón tumbezana (incluyendo inflava y maranonica) como especie plena: el piojito de Tumbes (Phaeomyias tumbezana). Las evidencias genéticas presentadas por Rheindt et al. (2008c) confirmaron estas hipótesis.
Un análisis de ADN mitocondrial realizado por Zucker et al. (2016), que exploró las relaciones entre Nesotriccus ridgwayi, el mosquerito de la isla del Coco, una especie endémica de esta isla del Océano Pacífico de Costa Rica, y las varias poblaciones de Phaeomyias a través de su distribución en Centro y Sudamérica, encontró que Nesotriccus está embutido en el árbol de la evolución de Phaeomyias; y que este complejo de subespecies, representa por lo menos cuatro especies distintas que se diferencian en plumaje, vocalización y hábitat, lo que sugería la separación de la presente.
Por lo tanto, al conformar un grupo monofilético, se concluye que todas las especies pertenecen al mismo género y Nesotriccus tiene prioridad sobre Phaeomyias. Como consecuencia, la entonces subespecie P. tumbezana maranonica es reconocida como especie plena separada de P. tumbezana. Y todas ellas pasan a ser parte del género Nesotriccus.  Debe ser observado que como Nesotriccus es masculino, los epítetos murina, tumbezana y maranonica, cambian para murinus, tumbezanus y maranonicus, respectivamente. Es monotípica.